# Park Hyuk-soon
Đây là một tên người Triều Tiên, họ là Park.
Park Hyuk-soon (sinh ngày 6 tháng 3 năm 1980) là một cầu thủ bóng đá Hàn Quốc kể từ năm 2009 thi đấu cho Busan Transportation Corporation. Anh từng đá ở K League cho Anyang LG Cheetahs, Incheon United, Gwangju Sangmu và Gyeongnam FC từ năm 2003 đến 2008. Bố của anh, Park Sang-in và anh trai của anh, Park Seung-min đều là cầu thủ bóng đá.